# Дейвид Вашингтон
Дейвид Вашингтон де Соуза Эуженио (порт.-браз. Deivid Washington de Souza Eugênio; родился 5 июня 2005, Итумбиара), известный как просто Дейвид Вашингтон или Дейвид — бразильский футболист, нападающий английского клуба «Челси», выступающий на правах аренды за «Сантос».

## Клубная карьера
Уроженец Итумбиары (штат Гояс), Дейвид тренировался в футбольной академии клуба «Гремио» с восьмилетнего возраста. В 2016 году присоединился к футбольной академии «Сантоса»<. В «Сантосе» его презентовал экс-игрок сборной Бразилии Маркус Асунсан. В 2021 году 16-летний Дейвид подписал с «Сантосом» свой первый профессиональный контракт с опцией выкупа в размере 100 млн бразильских реалов. В 2022 году он стал лучшим бомбардиром чемпионата Паулиста до 17 лет, забив 16 голов, а также забил 17 голов в турнирах для игроков до 20 лет (чемпионат Паулиста и чемпионат Бразилии до 20 лет).
11 апреля 2023 года дебютировал в основном составе «Сантоса» в матче Кубка Бразилии против «Ботафого», выйдя на замену Маркосу Леонардо. 20 апреля 2023 года дебютировал в Южноамериканском кубке в матче против чилийского клуба «Аудакс Итальяно».
24 августа 2023 года перешёл в английский клуб «Челси» за 20 млн евро.

## Достижения
«Сантос»
- Чемпион Лиги Паулиста (до 20 лет): 2022

Сборная Бразилии
- Чемпион молодёжного чемпионата Южной Америки: 2025